# 路易吉·迪科斯坦佐
路易吉·迪科斯坦佐（義大利語：Luigi Di Costanzo，1982年2月5日—），意大利男子水球运动员。他曾代表意大利国家队参加2008年夏季奥林匹克运动会水球比赛，结果获得第九名。